# 杰克逊 (加利福尼亚州)
杰克逊（英語：Jackson），是美国加利福尼亚州阿马多尔县下属的一座城市。建市于1905年12月5日，面积大约为3.73平方英里（9.7平方公里）。根据2010年美国人口普查，该市有人口4,651人。